# 熱成型
熱成型（英語：thermoforming），又稱為熱壓成型，是一種塑膠板材的加工製程，源自金屬沖壓製程。塑膠板材先被預熱至某可塑成型溫度，接著以特定幾何形狀的模具進行沖壓成型，持壓固化降溫後裁剪成最終產品。其簡化的製程成為真空成型。熱成型和射出成型、吹塑成型、旋轉成型等塑膠成型製程不同。薄規格熱成型主要應用於丟棄式杯具、容器等等，而厚規格者則應用於交通工具、家具電器等等領域。近期，熱成型不僅侷限於塑膠加工，更延伸至熱塑複合材料的加工上，應用於航空工業領域。